# Bruno Montelongo
Bruno Montelongo Gesta (Montevideo, 12 settembre 1987) è un calciatore uruguaiano con passaporto italiano, centrocampista del Villa Española.

## Caratteristiche tecniche
Giocatore polivalente, può giocare con profitto sia come terzino che come esterno di centrocampo, ruolo a lui più congeniale, sia sulla destra che sulla sinistra.

## Carriera

### Club
Cresciuto nel River Plate di Montevideo, dal 2007 è stato aggregato alla prima squadra.
Il 26 agosto 2010 è passato in prestito al Milan. Il 25 settembre 2010 è stato schierato per la prima volta come fuoriquota nella formazione Primavera dei rossoneri contro il Padova, partita nella quale ha segnato la rete del definitivo 2-0. Non ha invece mai disputato alcuna partita ufficiale in prima squadra.
Il 26 gennaio 2011 il Bologna ha ufficializzato l'acquisto del giocatore in prestito, ma neppure tra i rossoblù Montelongo è riuscito a scendere in campo nella stagione a causa di un infortunio al ginocchio destro occorsogli all'inizio del mese di marzo 2011 che lo ha costretto all'operazione chirurgica per ricostruire il legamento crociato anteriore ed eseguire una meniscectomia selettiva mediale. A fine stagione torna al River Plate di Montevideo per fine prestito.

### Nazionale
Con la Nazionale uruguaiana Under-20 ha preso parte ai Mondiali Under-20 2007, dove ha disputato tutte le 3 partite della fase a gironi.

## Statistiche

### Presenze e reti nei club
Statistiche aggiornate al 27 agosto 2010.
| Stagione           | Squadra            | Campionato         | Campionato | Campionato | Coppe nazionali | Coppe nazionali | Coppe nazionali | Coppe continentali | Coppe continentali | Coppe continentali | Totale | Totale |
| Stagione           | Squadra            | Comp               | Pres       | Reti       | Comp            | Pres            | Reti            | Comp               | Pres               | Reti               | Pres   | Reti   |
| ------------------ | ------------------ | ------------------ | ---------- | ---------- | --------------- | --------------- | --------------- | ------------------ | ------------------ | ------------------ | ------ | ------ |
| 2006-2007          | River Plate        | PD                 | 11         | 0          | -               | -               | -               | -                  | -                  | -                  | 11     | 0      |
| 2007-2008          | River Plate        | PD                 | 16         | 2          | LPL             | 5               | 3               | -                  | -                  | -                  | 21     | 5      |
| 2008-2009          | River Plate        | PD                 | 6          | 0          | LPL             | 3               | 2               | CS                 | 2                  | 0                  | 11     | 2      |
| 2009-2010          | River Plate        | PD                 | 20         | 2          | -               | -               | -               | CS                 | 2                  | 1                  | 22     | 3      |
| ago. 2010          | River Plate        | PD                 | 0          | 0          | -               | -               | -               | CS                 | 1                  | 0                  | 1      | 0      |
| Totale River Plate | Totale River Plate | Totale River Plate | 53         | 4          |                 | 8               | 5               |                    | 5                  | 1                  | 66     | 10     |
| 2010-gen. 2011     | Milan              | A                  | 0          | 0          | CI              | 0               | 0               | UCL                | 0                  | 0                  | 0      | 0      |
| gen.-giu. 2011     | Bologna            | A                  | 0          | 0          | -               | -               | -               | -                  | -                  | -                  | 0      | 0      |
| Totale             | Totale             | Totale             | 53         | 4          |                 | 8               | 5               |                    | 5                  | 1                  | 66     | 10     |